# Salma ya salama (album)
Albums de Dalida
Dalida pour toujours
(1977) Et Dieu créa Dalida...
(1978)
Salma ya Salama est le quatorzième et dernier album de Dalida paru chez Sonopresse en 1977. 
L'album se vendra à plus de 75 000 copies, soit bien moins que la chanson homonyme écrite par Pierre Delanoë, J.Salah et J.Barnel, qui, sortie en 45 tours fin 1977, avoisinera les 330 000 exemplaires vendus. Elle se classera à la 5e place des ventes en novembre 1977. Elle sera rééditée en 1997 dans une version remixée qui s'écoulera à plus de 125 000 copies, et se classera à la 14ème place en septembre 1997. 
Son précédent retour en Égypte notamment pour le documentaire Dalida pour toujours, lui donne l'idée de chanter en arabe. Pour ce faire elle reprend un air du folklore égyptien ; la chanson, qui donne d’ailleurs son titre, à l'album est lancée simultanément en France et en Égypte et sera l'un des plus gros succès de Dalida dans les années 1970. Elle reprend le succès de Umberto Tozzi Ti amo et en fait un succès dans sa version française.
Quatre singles seront extraits de cet album Remember, Histoire d'aimer (commercialisé pour raisons contractuelles chez Barclay) et Salma ya Salama en versions française et égyptienne.

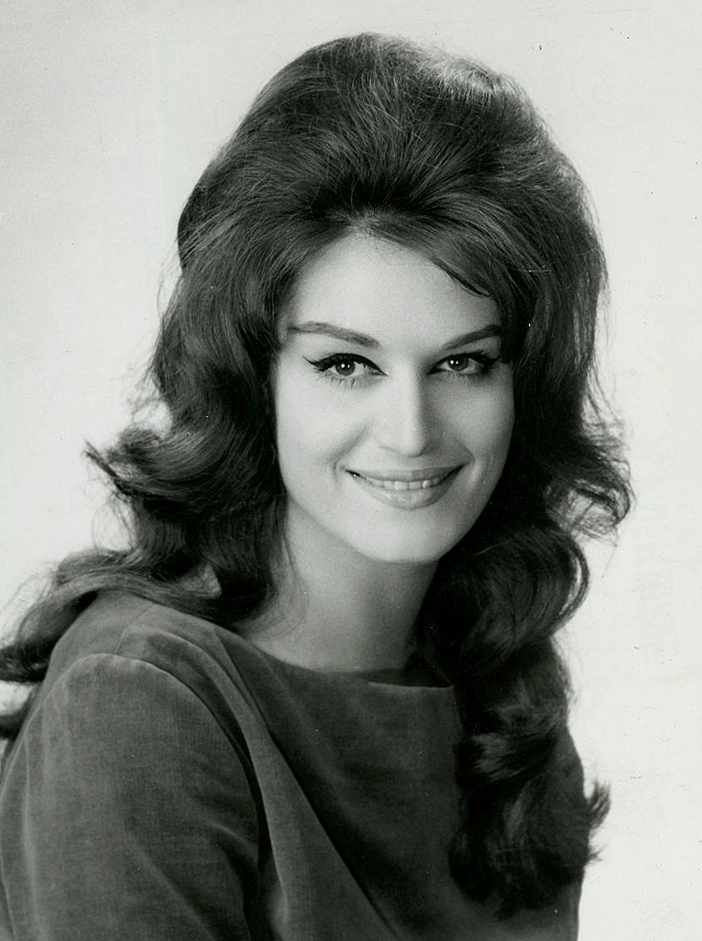
Dalida en 1961.

## Face A
- Salma Ya Salama (version française)
- Notre façon de vivre
- Histoire d'aimer
- Tu m'as déclaré l'amour
- Mon frère le soleil

## Face B
- Quand s'arrêtent les violons
- Ti amo (je t'aime)
- À chaque fois j'y crois
- Remember (c'était loin)
- Salma ya Salama (version égyptienne)

## Singles

### France
- Remember (c'était loin)/Comme si tu revenais d'un long voyage
- Histoire d'aimer/Tables séparées
- Salma ya Salama/Ti amo (je t'aime)
- Salma ya Salama (version égyptienne)/instrumental

### Allemagne
- Histoire d'aimer/Tables séparées
- Ti amo (je t'aime)/Salma ya Salama (version française)
- Salma ya Salama (versions allemande et égyptienne)

### Italie
- Remember/18 anni
- Histoire d'aimer/Tables séparées
- Uomo di sabbia/Manuel

## Versions
- Salma ya Salama sera également commercialisée sous ce titre en allemand et en égyptien, et en italien sous le titre Uomo di sabbia.
- Remember sera enregistrée en italien et commercialisée sous ce même titre.